# Ilex fengqingensis
Ilex fengqingensis är en järneksväxtart som beskrevs av Cheng Yih Wu och Y.R. Li. Ilex fengqingensis ingår i släktet järnekar, och familjen järneksväxter. Inga underarter finns listade i Catalogue of Life.